# Gardeners’ Question Time

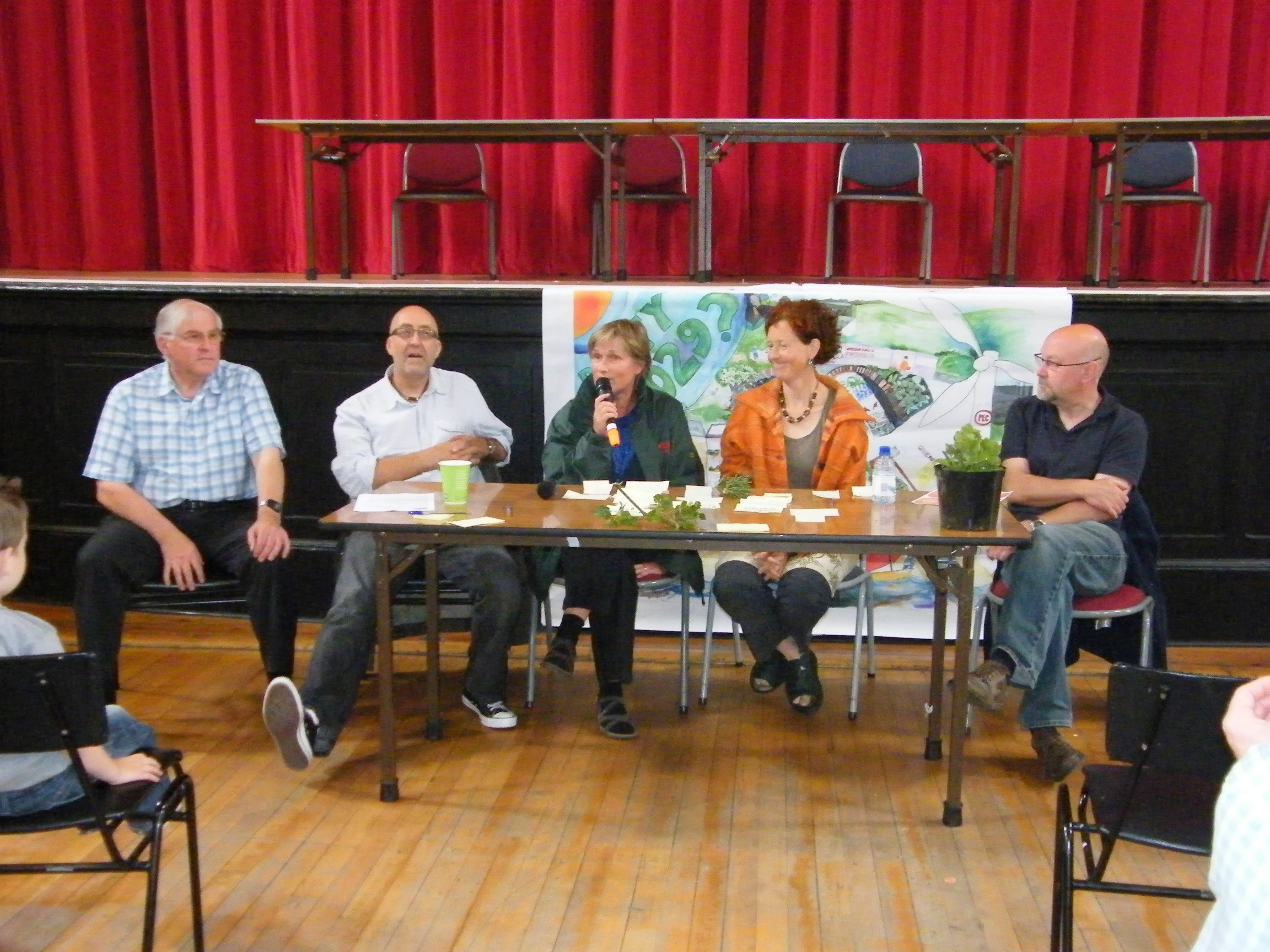
Panel von Gardeners’ Question Time bei einer Sendung (2010)

Gardeners’ Question Time (abgekürzt: GQT) ist eine Hörfunksendung, die seit 1947 von der BBC produziert wird. Die wöchentliche Sendung, die heute auf BBC Radio 4 ausgestrahlt wird, findet meistens an einem Versammlungsort im Vereinigten Königreich statt, bei dem Hobbygärtner einer Expertenrunde Fragen zu ihrem Garten stellen können. Einzelne Sendungen beantworten ausschließlich Fragen, die per Post oder E-Mail eingesandt wurden, in Ausnahmefällen reist das Expertenpanel auch weiter, etwa nach Irland oder Nordfrankreich. Derzeit wird die Sendung Sonntagnachmittag um 14 Uhr Ortszeit ausgestrahlt.

## Geschichte
Die erste Sendung über das Gärtnern in der BBC war eine Serie von 15-minütigen Vorträgen, die Cecil Henry Middleton ab dem 9. Mai 1931 unter dem Titel The Week in Your Garden (später nur In Your Garden) hielt. Sein lockerer Tonfall machten sie zu einem großen Erfolg, weil er sich damit deutlich von dem sonst üblichen ernsten Ton abhob, der zu dieser Zeit im Radio vorherrschend war. Unter dem Namen In Your Garden lief die Sendung bald am Sonntagnachmittag und erreichte dort 3,5 Millionen Hörer. In einer Fernsehsendung, die am 21. November 1936 unter dem Titel A Gardening Demonstration ausgestrahlt wurde, gab Middleton eine Vorführung über herbstliche Beschneidungstechnik. Während des Zweiten Weltkriegs wurde mit dem Programm die Dig for Victory-Kampagne der britischen Regierung unterstützt, die das Ziel hatte, die Bürger dazu anzuhalten, selbst Gemüse anzupflanzen, wo immer es möglich sei. Middleton verstarb am 18. September 1945, aber die Radiofolge wurde unter der Verantwortung anderen Moderatoren bis zum 28. März 1970 weitergeführt.
Ein weiterer Vorläufer war How Does Your Garden Grow?, dessen Ausstrahlung in der Folgezeit auf das Sendegebiet Nordengland beschränkt blieb, seit 1957 aber im landesweiten BBC-Programm lief.
In der Entwicklung der Sendung gab es zwei einschneidende Momente: Die Radio-4-Programmreform 1970 sah nur noch Platz für ein Gartenprogramm im Sender vor, und das unterhaltsame Gardeners’ Question Time stritt sich mit dem ernsthafteren und für Experten gedachten Programm In Your Garden. Letztlich gewann Gardeners’ Question Time aufgrund seiner wesentlich größeren Zuhörerzahlen (eine Million gegen 200.000), und weil es Anfänger und Nicht-Gärtner an das Gärtnern heranführte. Kritiker dieser Entscheidung bemängelten die mangelnde Ernsthaftigkeit des Programms, und den oft oberflächlichen Rat. Die Sendung würde Gärtnern als seichte Unterhaltung präsentieren.
Zu dieser Zeit befand sich das Programm auch in einer inhaltlichen Krise. Vielen erschien die Sendung überholt und sich wiederholend. Insbesondere die Mitglieder der Expertenrunde kritisierten viele als nicht mehr zeitgemäß. Bevor das Studio Manchester, das die Sendung zu dieser Zeit produzierte, hier jedoch bewusst einschritt, musste die Zusammensetzung des Panels geändert werden. Experte Fred Streeter starb Ende 1974 im Alter von 98 Jahren an den Folgen einer gebrochenen Hüfte, während Alan Gemmell im Alter von 63 Jahren im Jahr 1976 durch eine Erkrankung an Herpes Zoster ausfiel.
Einen wesentlich größeren Einschnitt gab es in den 1990er-Jahren, als die BBC die Produktion des Programms an eine private Firma übergab. Im Zuge dieser Entwicklung verließ das seit Jahrzehnten vorhandene Panel die Sendung und ging zu Classic FM. Die Produzenten verlängerten die Sendung von 30 auf 45 Minuten und vergrößerten die Zahl der möglichen Experten beträchtlich. Die Orte, an denen die Sendung aufgezeichnet wurde, waren nicht nur Gartenclubs und örtliche Versammlungshallen, sondern beispielsweise auch U-Bahn-Stationen oder eine Nudistenkolonie. Während die Experten vor 1994 die Fragen vor der Sendung kannten, müssen sie seitdem spontan auf die Fragen antworten. Die Sendung wird derzeit abwechselnd von Eric Robson und Peter Gibbs moderiert.